# Oak Hill Golf Club

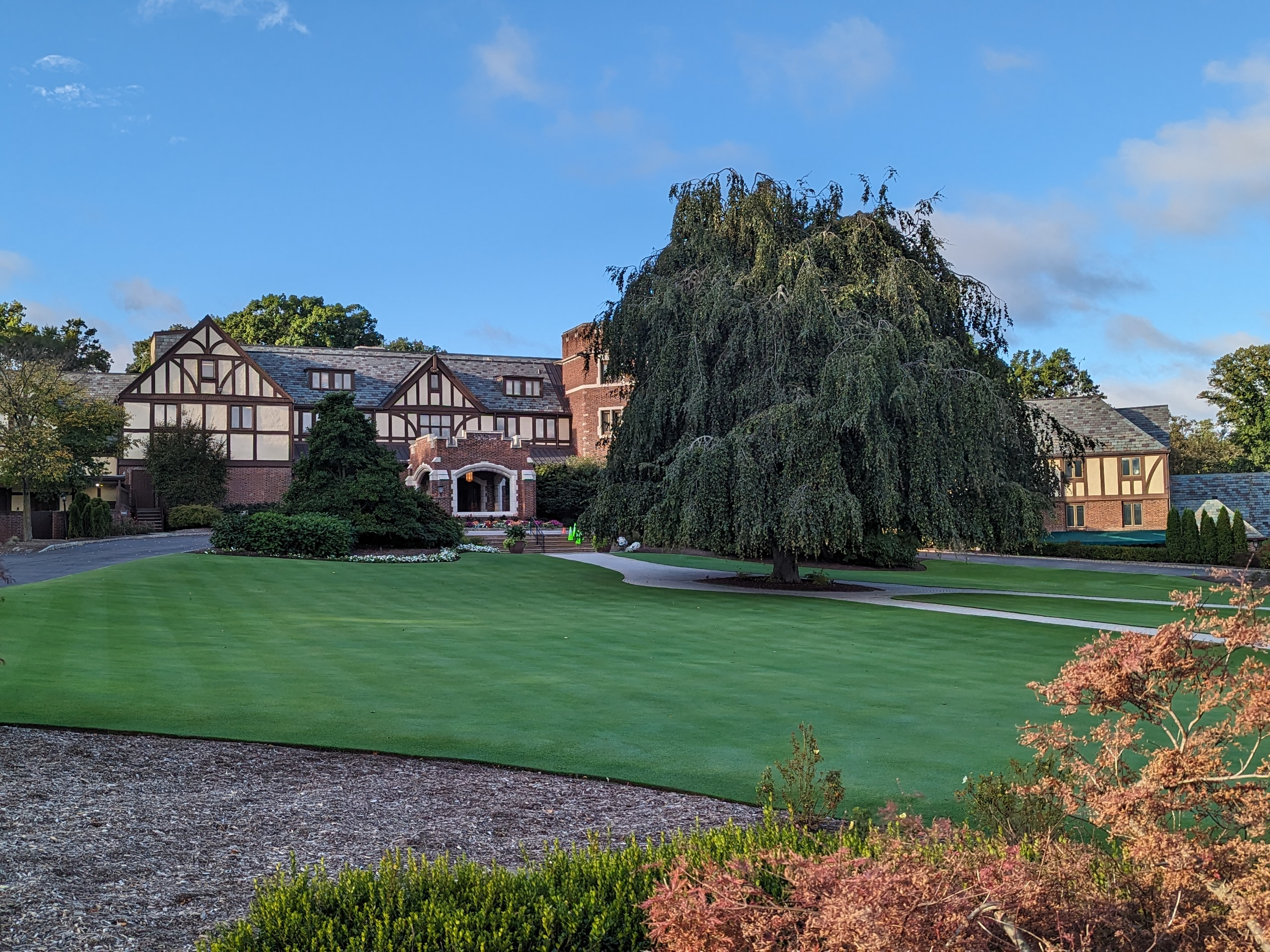
Oak Hill Golf Club

De Oak Hill Golf Club maakt deel uit van de Oak Hill Country Club en is een beroemde golfclub in Rochester (New York).

## Geschiedenis
De golfclub werd in 1901 opgericht en legde in Rochester een 9-holes golfbaan op een stuk grond langs de Genesee Rivier.
Als clubhuis werd een oude boerderij gebruikt, die 's avonds met olielampen werd verlicht. De club had aan het einde van het jaar al 137 leden.

In 1905 kochten de leden het stuk land voor US$ 34.000. In 1910 werd de baan uitgebreid tot 18 holes. Er kwam een jaar later ook een nieuw clubhuis.
Toen in 1921 bleek dat de Rochester Universiteit daar een River campus wilde bouwen, besloot de club naar de huidige locatie te verhuizen die veel meer ruimte bood. Deels gefinancierd door de universiteit kon de club daar twee 18 holesbanen aanleggen. beide ontworpen door Donald Ross. In 1923 werd de Hagen Centennial Open er gespeeld, vernoemd naar Walter Hagen, die dertig jaar eerder in Rochester geboren werd. Leo Deigel won met 276.
Het werd een golfbaan met veel historische momenten. Het US PGA kampioenschap werd er in 1942 voor het eerst gespeeld. Sam Snead maakte toen een ronde van 64 hetgeen nog steeds het baanrecord is. In 1956 kwam het US Open naar Oak Hill. Cary Middlecoff won het toernooi voor de tweede keer. In 1968 behaalde Lee Trevino zijn eerste overwinning op de PGA Tour: het US Open. En Jack Nicklaus won het PGA kampioenschap in 1980 met een record voorsprong van zeven slagen.

## Toernooien
Op de East Course zijn alle zes Majors van het mannencircuit gespeeld:
- de Ryder Cup: 1995
- het PGA Championship:1980 (Jack Nicklaus), 2003 (Shaun Micheel), 2013 (Jason Dufner)
- het Senior PGA Championship: 2008 (Jay Haas), 2013
- het US Open: 1956 (Cary Middlecoff), 1968 (Lee Trevino), 1989 (Curtis Strange)
- het US Senior Open: 1984 (Miller Barber)
- het US Amateur: 1949 (eerste editie), 1998

Het golfteam van de universiteit mag de baan gebruiken voor hun toernooien.